# Masaki Kashiwara
Masaki Kashiwara (Yūki, 30 gennaio 1947) è un matematico giapponese, noto per i suoi contributi fondamentali all'analisi algebrica e alla teoria della rappresentazione, in particolare per lo sviluppo della teoria dei D-moduli e la scoperta delle basi cristalline.

## Onorificenze
Nel 2020 è stato insignito dell'Ordine del Sacro tesoro (Stella d'oro e argento) .

## Riconoscimenti
- Nel 1981 gli è stato assegnato l'Iyanaga Prize [2].
- Nel 1987 ha ricevuto il Premio Asahi [3].
- Nel 1996 gli è stata conferita la laurea honoris causa presso l'Università di Nancy [4].
- Nel 2005 gli è stata conferita la laurea honoris causa presso l'Università Paris VI [4].
- Nel 2008 gli è stato assegnato l'Imperial Prize [5].
- Nel 2008 ha ricevuto il premio Fujihara [6].
- Nel 2018 gli è stata assegnata la Medaglia  Chern [7][8].
- Nel 2018 ha ricevuto il Kyoto Prize [9].
- Nel 2025 gli è stato assegnato il Premio Abel [10].